# Alan Ball
Alan Erwin Ball (Atlanta, 13 maggio 1957) è un drammaturgo, sceneggiatore, regista e produttore cinematografico statunitense, che lavora in ambito televisivo, teatrale e cinematografico.
Nel corso della sua carriera ha ottenuto vari riconoscimenti, tra cui il premio Oscar nella categoria miglior sceneggiatura originale per il film American Beauty (1999). È inoltre creatore di serie televisive di successo come Six Feet Under e True Blood.

## Biografia
Nato ad Atlanta nel 1957 e cresciuto nella vicina comunità di Marietta, Ball ha studiato teatro con particolare attenzione alla recitazione e alla drammaturgia presso la Florida State University. Dopo la laurea, si trasferisce a New York, dove diviene un noto drammaturgo, autore di The Amazing Adventures of Tense Guy, Your Mother's Butt, Made for a Woman e Five Women Wearing the Same Dress.
Dopo essersi trasferito a Hollywood, inizia a lavorare per la serie televisiva Grace Under Fire, per poi diventare autore, ed infine, co-produttore per tre stagioni della sit-com Cybill. Mentre lavora per televisione, ha iniziato a scrivere la sceneggiatura di American Beauty, in seguito acquistata dalla DreamWorks. La sua sceneggiatura è diventata un film diretto da Sam Mendes distribuito nel 1999, ottenendo ottime recensioni e una serie di candidature a vari premi del settore. Il film, un racconto cinico sulla crisi di un uomo di mezza età e del suo cammino per ritrovare la passione per la vita, guadagnò numerosi premi internazionali, tra cui 5 Oscar; per il miglior film, miglior regia, miglior sceneggiatura originale, miglior attore (a Kevin Spacey) e miglior fotografia.
Dopo il successo di American Beauty, sempre nel 1999, crea per la ABC la sit-com Oh, Grow Up, ma la serie non riscuote successo e viene cancellata dopo solo undici episodi. Deciso a staccarsi dal linguaggio e dai canoni delle televisioni generaliste, Ball, dopo aver vagliato varie offerte, decide di accettare l'offerta del canale via cavo HBO, per il quale nel 2001 crea la serie televisiva Six Feet Under. Ispirata in parte al film del 1965 di Tony Richardson Il caro estinto, la serie è incentrata sulle vicende di una famiglia di impresari di pompe funebri che si riunisce per la morte prematura del capofamiglia. La serie va in onda dal 2001 al 2005 per un totale di cinque stagioni, ottenendo negli anni numerosi riconoscimenti.
Nel 2007 debutta alla regia cinematografica con il film Niente velo per Jasira, basato sul romanzo Beduina di Alicia Erian. Nel 2008, sempre la HBO, adatta per il piccolo schermo i romanzi del ciclo di Sookie Stackhouse scritti da Charlaine Harris creando la serie televisiva vampiresca True Blood. La serie racconta le vicende della cameriera telepate Sookie Stackhouse, interpretata da Anna Paquin, e della sua storia d'amore del vampiro Bill Compton, sullo sfondo dell'immaginaria cittadina della Louisiana Bon Temps. Come Six Feet Under anche True Blood si rivela un successo internazionale.

### Vita privata
Ball è dichiaratamente gay ed attivo sostenitore delle cause del movimento LGBT.

## Filmografia

### Cinema
- American Beauty (1999) - sceneggiatore e co-produttore
- Niente velo per Jasira (Towelhead) (2008) - regista, sceneggiatore e co-produttore
- Zio Frank (Uncle Frank) (2020) - regista e sceneggiatore

### Televisione
- Six Feet Under – serie TV (2001-2005) - creatore e produttore esecutivo
- True Blood – serie TV (2008-2014) - creatore e produttore esecutivo
- Banshee - La città del male – serie TV (2013-2016) - produttore esecutivo
- Here and Now - Una famiglia americana (Here and Now) – serie TV (2018) - creatore e produttore esecutivo